# 幡中憲治
幡中 憲治（はたなか けんじ）は、日本の機械工学者。学位は、工学博士（大阪大学・課程博士・1970年）。山口大学名誉教授。元宇部工業高等専門学校校長。元日本機械学会材料力学部門長。

## 人物・経歴
1963年姫路工業大学（現兵庫県立大学）工学部機械工学科卒業。1970年大阪大学大学院工学研究科精密工学専攻修了、同年大阪大学より工学博士の学位を取得（学位授与番号：甲第1186号）、京都大学工学部助手。1977年山口大学工学部助教授。1982年山口大学工学部教授。1986年日本材料強度学会評議員。1991年日本金属学会評議員。1992年日本材料学会理事・中国四国支部長。2000年日本機械学会材料力学部門長。2001年宇部工業高等専門学校校長。
2015年11月瑞宝中綬章受章。

## 受賞歴
- 1999年日本機械学会材料力学部門一般表彰（国際交流） [2]
- 2000年日本機械学会フェロー[2]
- 2002年日本機械学会材料力学部門賞功績賞[2]
- 2003年ドイツ材料研究・試験学会名誉員[2]